# Gerhardt Boldt
Gerhardt Boldt (ur. 24 stycznia 1918 w Lubece, zm. 10 maja 1981 tamże) – niemiecki oficer w stopniu porucznika rezerwy kawalerii, dowódca szwadronu w oddziale rozpoznawczym 158 dywizji, asystent gen. B. Freytaga von Loringhovena.
W 1943 r. został rotmistrzem i został skierowany do wydziału Wojska Obce „Wschód”. W 1944 r. został oficerem przy szefie sztabu generalnego Heinzu Guderianie, a po jego odwołaniu także przy Hansie Krebsie. 29 kwietnia 1945 opuścił bunkier Adolfa Hitlera.
Po II wojnie światowej pracował dla wywiadu RFN. Napisał książkę Hitler: Die letzten Tage in der Reichskanzlei wydaną w 1973, na podstawie której nakręcono film Hitler – ostatnie 10 dni.

## Odznaczenia
- Krzyż Rycerski Krzyża Żelaznego – 18 marca 1943
- Brązowa Odznaka za Walkę Wręcz – 1 stycznia 1944
- Odznaka Ogólna Szturmowa I klasy – 1 marca 1942
- Srebrna Odznaka za Zniszczenie Czołgu (dwukrotnie)
- Złota Odznaka za Rany – 10 stycznia 1943
- Srebrna Odznaka za Rany – 11 października 1941
- Czarna Odznaka za Rany – 18 listopada 1940